# Panoramic
Panoramic este un film românesc din 1953 regizat de Nell Cobar.